# Атанасиевич, Ксения
Ксения Атанасиевич (серб. Ксенија Атанасијевић, 5 февраля 1894, Белград — 28 сентября 1981, Белград) — сербская писательница, переводчик и философ.

## Биография

### Детство и образование
Ксения была младшей из шести детей врача и директора больницы в Белграде Светозара Атанасиевича и Елены, урождённой Чумич. Мать умерла после рождения дочери, а отец умер через двенадцать лет от туберкулёза. Девочку воспитывала мачеха София Кондич, которая преподавала в женской школе в Белграде. Благодаря ей Ксения в юности увлеклась философией.
Учась в школе, в 1911 году опубликовала свой первый текст. В журнале «Ново коло» опубликован перевод произведения «Тройка» русского поэта Николая Некрасова. По настоянию Нады Стоилкович, которая была её учительницей в средней школе, Ксения в 1918 году решила изучать философию в Белградском университете. Получила образование у профессора философии столичного университета Бранислава Петрониевича. Во время учёбы вместе с Илией Петровичем основала журнал «Дан», для которого писала тексты по литературе. В январе 1920 года Ксения уехала на трёхмесячную стажировку в Женевский университет. С отличием защитила дипломную работу на философском факультете Белградского университета 21 июня 1920 года и начала работать преподавателем 3-й женской гимназии в Белграде.

### Научная карьера
Благодаря поддержке Бранислава Петрониевича ей удалось получить годовой отпуск, который она использовала для обучения в аспирантуре Парижского университета. 20 января 1922 года она защитила в Белграде докторскую диссертацию, посвящённую мысли Джордано Бруно (Бруново учење о најмањем). В возрасте 28 лет она стала первой женщиной в истории Сербии, защитившей докторскую диссертацию. После этого Ксения работала в средних школах Белграда и Ниша, только в январе 1924 года получила должность доцента на философском факультете Белградского университета, где в течение 12 лет читала лекции по средневековой и современной философии, а также эстетике. В то время она начала работать в Белградской женской ассоциации, в 1920-1938 годах она была издателем журнала Ženski pokret (Женское движение), первого феминистского журнала в истории Сербии. Она также читала лекции по философии на Белградском радио. В 1928 году Атанасиевич стала членом Сербского ПЕН-клуба.
В 1928 году, когда Совет философского факультета рассматривал вопрос о приёме Ксении Атанасиевич на должность профессора, археолог Милое Васич обвинил её в плагиате, якобы она в одном из своих текстов процитировала мнение другого исследователя, не назвав его имени. Совет факультета приостановил процедуру повышения и назначил комиссию по делам расследовать правдивость утверждений Васича. Комиссия не подтвердила однозначно обвинение в плагиате, посоветовав исследователю быть внимательнее при написании последующих текстов. Решение комиссии не остановило клеветническую кампанию против Атанасиевич. 24 октября 1935 года Совет философского факультета принял решение не продлевать ей трудовой договор, не дав ей возможности защитить себя и изложить свою позицию по делу. Её исключение из университета в 1936 году было встречено протестами белградской интеллигенции (в том числе Живойина М. Перича, а также поэтов Растко Петровича и Симы Пандуровича). Протестующие были убеждены, что настоящей причиной её отстранения стали либеральные взгляды Атанасиевич, не принятые в университетской среде. После окончания университета она осталась без средств к существованию. На жизнь зарабатывала переводами, благодаря помощи друзей начала работать инспектором в министерстве образования, а также писала статьи для прессы. В 1940 году, после смерти мачехи Софии Кондич, она жила со своей подругой Зорой Станкович в доме на улице Господара Йованова, 49. По четвергам в этом доме собирались белградские художники, писатели и философы.

### Оккупация и послевоенный период
Во время немецкой оккупации Ксения сначала работала в министерстве, а затем Национальной библиотеке. Она отказалась подписать обращение Милана Недича к сербскому народу против коммунистов. В октябре 1942 года сотрудники гестапо провели в её квартире обыск, на основании донесения о том, что там устраиваются собрания масонской среды и хранится оружие. На допросе Ксения отвергла выдвинутые против неё обвинения, признавшись лишь в том, что в межвоенный период писала статьи, в которых выступала против антисемитизма. В 1945 году она была снова арестована, на этот раз коммунистическими властями и обвинена в том, что работала учителем во время немецкой оккупации, а также в том, что она убедила своего друга Милана Гроля уйти в отставку с министерского поста, что вызвало кризис в правительстве. Освобождена 17 мая 1946 года, на тот момент все её произведения были включены в индекс запрещённых. До выхода на пенсию работала в Национальной библиотеке Сербии. В 1954 году она снова начала писать статьи для прессы. Журнал Republika опубликовал её текст, подписанный доктором К. А. Она также читала публичные лекции по философии. В 1972 году в США был опубликован перевод докторской диссертации о Джордано Бруно, но заболевшая Атанасиевич не приняла приглашение читать лекции в одном из американских университетов.
Она умерла в 1981 году от травмы головы после падения в квартире. Похоронена в семейной могиле на Новом кладбище (Ново Гробле) в Белграде. В конце 1980-х её могилу ликвидировали в связи с отсутствием оплаты за её дальнейшее содержание.
Она оставила после себя более 400 текстов в области философии, психологии, истории и литературоведения. Она перевела на сербский язык произведения Платона (Парменид), Аристотеля (Органон), Бенедикта Спинозы (Этика) и Альфреда Адлера (Индивидуальная психология).
Была замужем (в 1947 году вышла замуж за врача Милана Марковича).

## Память
После её смерти библиотека и личный архив Ксении Атанасиевич пополнили коллекцию Музея Сербской православной церкви. В её честь названа одна из улиц Белграда, а на доме по улице Господара Йованова, 49, где она жила, установлена мемориальная доска, посвящённая ей. В 2005 году была опубликована её биография, написанная Лиляной Вулетич.

## Избранные труды
- 1922: Brunovo učenje o najmanjem
- 1928: Počeci filozofiranja kod Grka
- 1928: Le doctrine d’Epicure
- 1929: Un fragment philosophique
- 1929: Considération sur le monde et la vie dans la littérature populaire des Yougoslaves.
- 1930: Die gegenwärtigen philosophishen Strömungen in Jugoslawien – Der russische Gedanke, Internationale Zeitschrift für Philosophie